# 시노사키 사부로
시노사키 사부로(일본어: 篠崎 三郎)는 일본의 축구 선수이다.

## 국가대표팀 경력
그는 1940년 6월16일 필리핀과의 경기에서 일본 국가대표팀에 데뷔했다.

## 통계
| 일본 | 일본 | 일본 |
| 연도 | 출전 | 득점 |
| ---- | ---- | ---- |
| 1940 | 1    | 0    |
| 통산 | 1    | 0    |